# Ov7 Kabah Tour
OV7 Kabah fue una gira musical en conjunto que reunió a los dos grupos musicales de género pop más exitosos de los 90's y principios de los 2000. OV7 y Kabah, en su reencuentro ha sido una de las mejores giras a nivel mundial, esta última se desintegró en 2005 y esta gira se considera su reencuentro 10 años después. La gira recorrió principalmente varios recintos de México.

## Antecedentes
En el mes de octubre del 2014 el grupo OV7 citó a los medios de comunicación para una noticia, ya en la conferencia de prensa apareció el grupo Kabah para anunciar una gira en conjunto que se realizaría a finales del primer trimestre del 2015, en la misma conferencia se dijo que la gira empezaría en el Auditorio Nacional de la Ciudad de México.
La Gira OV7 Kabah fue planeada con una duración de 3 meses, al poco tiempo se extendió a 6 meses. Debido al gran éxito de ambas agrupaciones la #GIRAOV7KABAH tuvo fechas confirmadas hasta marzo de 2016. Y mejor han decidido no poner una fecha de un adiós, mientras el público este ahí ellos afirman no negarse a continuar derrochando éxito.
En agosto del 2015 lanzaron a la venta su CD + DVD En Vivo por toda la República Mexicana, donde muestran el concierto tal cual, con una duración de más de 2 horas. Debido al éxito con sus aficionados, OV7 y Kabah recibieron disco de platino por parte de la disquera Sony Music.
El 22 de agosto de 2015 Mariana Ochoa anuncia que se retira temporalmente de la gira debido a que daría a luz a su segundo hijo, siendo su último concierto (temporalmente), y en su lugar estaría M´balia Marichal, siendo su primer concierto con la gira el día 28 de agosto en Ciudad Juárez, Chihuahua en el Estadio Jaime Canales Lira.
El 23 de octubre de 2015 previo a su presentación en el Auditorio Nacional se dio una conferencia de prensa en el que se anuncia la salida (temporal) de Lidia Ávila debido a que ella también daría a luz a su segunda hija. En esta conferencia se da a conocer que Kalimba regresaba a OV7 y se uniría a la gira a partir del 1° de diciembre en el Auditorio Nacional, aunque sólo estaría en algunos conciertos.
En el mes de noviembre se da a conocer que las coreografías del concierto tuvieron modificaciones para poder adaptarlas a los integrantes.
El 27 de noviembre de 2015 Mariana Ochoa regresa a la gira tras dar a luz a su hijo, siendo su primera presentación en el Palenque de Tuxtla Gutiérrez, Chiapas. En este concierto María José no se presentó por un concierto que tenía programado anteriormente en Acapulco, René Ortiz tampoco estuvo presente. 
A partir de este concierto se cambia la canción de "Magia" de OV7 por un medley con las canciones "Caleidoscópico", "Hoy" y "Perdón" de OV7 respectivamente.
En ese mismo mes, se anuncia que la gira se alarga hasta marzo de 2016 teniendo ya fechas confirmadas. 
En el mes de diciembre de 2015 se anuncia una nueva fecha en el Auditorio Nacional para el 28 de enero de 2016 teniendo ya a la alineación completa a los 7 integrantes de OV7 y a los 6 integrantes de Kabah, este sería el regreso de Lidia Ávila a la gira.
Después de realizar la gira OV7 Kabah en Estados Unidos y tras permanecer durante un año dentro de la gira, a finales de agosto de 2016 al regresar a México, María José abandona la gira para continuar su carrera como solista. Sin embargo, se siguen abriendo más fechas con llenos totales.
La gira OV7 Kabah finalizó después de 2 años de éxito el 28 de enero de 2017 en San Luis Potosí, México

## Actos de apertura
- Fabulosos 90´s
- Grupo LemonGrass
- Félix y Jil

## Mercadotecnia
La mercadotecnia que se usó para esta gira es de las más interesantes en los últimos años en Latinoamérica, ya que es de las primeras giras que solo usó redes sociales como Instagram y Facebook para dar publicidad de la misma, logrando cifras excepcionales en México, Estados Unidos y Centroamèrica.
Posteriormente, a la mitad de la gira, se usaron otros tipos de estrategia para continuar con la promoción de la gira, como espectaculares colocados en zonas estratégicas de la república.
Para el lanzamiento del DVD, se usaron estrategias masivas como: firmas de CDS y toma de fotografías con los aficionados para dar a conocer el lanzamiento del disco CD + DVD con nombre EN VIVO.

## Repertorio
1. «Intro» (Contiene Elementos de; “La Calle De Las Sirenas”, “Un Pie Tras Otro Pie”, “Vive”, “Tus Besos”, “Mai, Mai”, "Mírame a los Ojos", “Florecitas”, “La Vida que Va”)
2. «Casi Al Final»
3. «Vuela Más Alto»
4. «Antro»
5. «Tus Besos»
6. «No Es Obsesión» (Solo OV7)
7. «Mai Mai» (Solo Kabah)
8. «Te Necesito» (Contiene Elementos de; "Safe and Sound") (Solo Kabah)
9. «No Me Voy» (Solo OV7)
10. «Estaré (Versión 2005)» (Solo Kabah) (Fue cambiada por el siguiente medley a partir del concierto del Auditorio Nacional 2016: «Fue Lo Que Será»,  «Violento Tu Amor», «Esta Noche»)
11. «Florecitas» (Interpreta María José Loyola, Daniela Magun, Federica Quijano, Lidia Ávila, Mariana Ochoa, M'balia Marichal y Érika Zaba)
12. «Un Pie Tras Otro Pie» (Interpreta Lidia Ávila, Mariana Ochoa, Érika Zaba, M'balia Marichal, María José Loyola, Daniela Magun y Federica Quijano)
13. «Más Que Amor» (Solo OV7)
14. «Aum Aum» (Interpretada por Kabah)
15. «Encontré El Amor» (Interpretada por OV7)
16. «Prohibido Quererme»
17. «Medley»
  1. «Amor de Estudiante» (Versión Cumbia)
  2. «Pónganse Botas, Quítense Tenis»
18. «Una Ilusión» (Interpreta André Quijano Tapia, Sergio Ortiz O'Farril, René Ortiz Martínez, Lidia Ávila, Mariana Ochoa, M'balia Marichal y Érika Zaba)
19. «Shabadabada» (Interpreta Ari Borovoy, Óscar Schwebel, Kalimba Marichal, María José Loyola, Daniela Magun y Federica Quijano)
20. «Magia» (Solo OV7) (Fue cambiada por el siguiente medley a partir del concierto de Tuxtla Gutiérrez, Chiapas: «Caleidoscópico», «Hoy», «Perdón». Volvió a ser cambiada por «Love Colada» en el concierto del Palenque de León y en el Auditorio Nacional)
21. «Medley» (Solo Kabah) (Fue cambiada por «Estaré (Versión Original)» a partir del concierto del Auditorio Nacional 2016)
  1. «Esperanto»
  2. «Amigas y Rivales»
  3. «Big Brother "El Complot"»
  4. «Por Ti»
22. «Interludio»
23. «Historia De Una Noche»
24. «Al Pasar» (Interpreta André Quijano Tapia, Sergio Ortiz O'Farril, René Ortiz Martínez, Ari Borovoy, Kalimba Marichal y Óscar Schwebel)
25. «La Vida Que Va» (Solo Kabah)
26. «Medley» (Solo OV7)
  1. «Que Triste Es El Primer Adiós»
  2. «Susanita Tiene Un Ratón»
  3. «Calendario De Amor»
27. «Enloquéceme»
28. «Vive»

Encore
1. «Te Quiero Tanto, Tanto»
2. «La Calle De Las Sirenas»
3. «Mírame A Los Ojos»

- Las Canciones marcadas en negritas son interpretadas por ambos grupos OV7 y Kabah

| Notas |
| --- |
| - Durante la presentación del 4 de junio en la Ciudad de México, Kabah interpretó un fragmento de "Juntos" después de "Estaré" por motivo de su 23 aniversario. - La presentación del 22 de agosto fue el último, por un tiempo de Mariana por causa de su embarazo. En su relevo entró M'Balia. - El 28 de agosto en Chihuahua se integró de manera oficial M'Balia al resto de la gira. - El 23 de octubre se hizo oficial la integración de Kalimba a la gira, y el alargamiento de esta hasta marzo de 2016. Durante esta presentación hizo un participación especial Kalimba durante "Shabadabada", en la misma noche Mariana confirmó su regreso después de dar a luz, para hacer relevo con Lidia que sería su última presentación por un tiempo, por causa de su embarazo. - Durante la presentación del 27 de noviembre en Tuxtla, Gutiérrez Kabah no interpretó "Mai, Mai", de igual manera María José no se presentó esa noche, por causas de un concierto programado como solista en Acapulco ese día. La misma noche Mariana regresó a la gira. - Durante la presentación del 28 de noviembre en Hermosillo, Ov7 interpretó "Caleidoscopico" y "Perdón". - El medley de Kabah (Esperanto, amigas y rivales, el complot y por ti) fue retirado del repertorio a partir del 27 de enero, en su lugar incluyeron el medley de Fue lo que será, Violento tu amor y Esta noche. La misma noche agregaron Love Colada en lugar del medley de Caleidoscopico, Hoy y Perdón. |

## Fechas de la gira
| Fecha                    | Ciudad           | País           | Lugar                                       | Boletos                                                                                           |
| ------------------------ | ---------------- | -------------- | ------------------------------------------- | ------------------------------------------------------------------------------------------------- |
| Latinoamérica            |                  |                |                                             |                                                                                                   |
| 14 de marzo de 2015      | Acapulco         | México         | Fórum de Mundo Imperial                     | Sold Out                                                                                          |
| 20 de marzo de 2015      | Guatemala        | Guatemala      | Tikal Futura                                | Sold Out                                                                                          |
| 22 de abril de 2015      | Aguascalientes   | México         | Plaza de Toros Monumental Aguascalientes    | Sold Out                                                                                          |
| 24 de abril de 2015      | León             | México         | Palenque León                               | Sold Out                                                                                          |
| 30 de abril de 2015      | Ciudad de México | México         | Auditorio Nacional                          | Sold Out                                                                                          |
| 6 de mayo de 2015        | Ciudad de México | México         | Auditorio Nacional                          | Sold Out                                                                                          |
| 8 de mayo de 2015        | Guadalajara      | México         | Auditorio Telmex                            | Sold Out                                                                                          |
| 9 de mayo de 2015        | Monterrey        | México         | Auditorio Banamex                           | Sold Out                                                                                          |
| 22 de mayo de 2015       | Querétaro        | México         | Auditorio Josefa Ortíz                      | E-Ticket                                                                                          |
| 3 de junio de 2015       | Ciudad de México | México         | Auditorio Nacional                          | Sold Out                                                                                          |
| 4 de junio de 2015       | Ciudad de México | México         | Auditorio Nacional                          | Sold Out                                                                                          |
| 6 de junio de 2015       | Mérida           | México         | Coliseo de Yucatán                          | E-Ticket                                                                                          |
| 12 de junio de 2015      | San Luis Potosí  | México         | El Domo San Luis                            | E-Ticket                                                                                          |
| 13 de junio de 2015      | Puebla           | México         | Auditorio Metropolitano                     | Sold Out                                                                                          |
| 16 de junio de 2015      | Ciudad de México | México         | Auditorio Nacional                          | Sold Out                                                                                          |
| 18 de junio de 2015      | Ciudad de México | México         | Auditorio Nacional                          | Sold Out                                                                                          |
| 20 de junio de 2015      | Torreón          | México         | Estadio Revolución                          | SuperBoletos                                                                                      |
| 25 de junio de 2015      | Veracruz         | México         | World Trade Center                          | E-Ticket                                                                                          |
| 26 de junio de 2015      | Villahermosa     | México         | Teatro al aire libre                        | E-Ticket                                                                                          |
| 4 de julio de 2015       | Tijuana          | México         | El Trompo                                   | Taquilla Express                                                                                  |
| 11 de julio de 2015      | Monterrey        | México         | Auditorio Banamex                           | Sold Out                                                                                          |
| 7 de agosto de 2015      | Ciudad de México | México         | Auditorio Nacional                          | Sold Out                                                                                          |
| 8 de agosto de 2015      | Ensenada         | México         | L.A. CETTO / Valle Sunset                   | Evento Privado                                                                                    |
| 21 de agosto de 2015     | Ciudad de México | México         | Auditorio Nacional                          | Sold Out                                                                                          |
| 22 de agosto de 2015     | Ciudad de México | México         | Auditorio Nacional                          | Sold Out                                                                                          |
| 28 de agosto de 2015     | Ciudad Juárez    | México         | Estadio Jaime Canales Lira                  | DonBoleton                                                                                        |
| 29 de agosto de 2015     | Chihuahua        | México         | Expo Chihuahua                              | Boletos Taquilla                                                                                  |
| 5 de septiembre de 2015  | Zacatecas        | México         | Multiforo                                   | Gratis                                                                                            |
| 15 de septiembre de 2015 | Toluca           | México         | Zócalo De Toluca                            | Gratis                                                                                            |
| 19 de septiembre de 2015 | Guadalajara      | México         | Auditorio Telmex                            | Ticketmaster                                                                                      |
| 30 de septiembre de 2015 | Ciudad de México | México         | Auditorio Nacional                          | Sold Out                                                                                          |
| 9 de octubre de 2015     | Monterrey        | México         | Auditorio Banamex                           | Sold Out                                                                                          |
| 15 de octubre de 2015    | Los Cabos        | México         | Show Privado                                | Evento Privado                                                                                    |
| 23 de octubre de 2015    | Ciudad de México | México         | Auditorio Nacional                          | Sold Out                                                                                          |
| 27 de noviembre de 2015  | Tuxtla Gutiérrez | México         | Palenque Chiapas                            | Sold Out                                                                                          |
| 28 de noviembre de 2015  | Hermosillo       | México         | Palenque Expogan                            | Sold Out                                                                                          |
| 1 de diciembre de 2015   | Ciudad de México | México         | Auditorio Nacional                          | Sold Out                                                                                          |
| 11 de diciembre de 2015  | Ciudad de México | México         | Auditorio Nacional                          | Sold Out                                                                                          |
| 12 de diciembre de 2015  | Mexicali         | México         | Palenque Fex                                | Sold Out                                                                                          |
| 27 de enero de 2016      | León             | México         | Palenque León                               | Taquillas del Palenque                                                                            |
| 28 de enero de 2016      | Ciudad de México | México         | Auditorio Nacional                          | Sold Out                                                                                          |
| 30 de enero de 2016      | Ciudad de México | México         | Show Privado                                | Evento Privado                                                                                    |
| 6 de febrero de 2016     | Mazatlán         | México         | Estadio Teodoro Mariscal                    | Taquilla del Teatro Ángela Peralta                                                                |
| 12 de febrero de 2016    | Ciudad de México | México         | Auditorio Nacional                          | Sold Out                                                                                          |
| 13 de febrero de 2016    | Metepec          | México         | Recinto Ferial                              | Sold Out                                                                                          |
| 19 de febrero de 2016    | Ciudad de México | México         | Auditorio Nacional                          | Sold Out                                                                                          |
| 9 de marzo de 2016       | Ciudad de México | México         | Auditorio Nacional                          | Sold Out                                                                                          |
| 10 de marzo de 2016      | Campeche         | México         | Estadio Leandro Domínguez                   | ------                                                                                            |
| 12 de marzo de 2016      | Puebla           | México         | Auditorio CCU                               | Sold Out                                                                                          |
| 5 de abril de 2016       | Guadalajara      | México         | Auditorio Telmex                            | Office Depot México                                                                               |
| 6 de abril de 2016       | Monterrey        | México         | Arena Monterrey                             | Office Depot México                                                                               |
| 7 de abril de 2016       | Ciudad de México | México         | Arena Ciudad de México                      | Office Depot México                                                                               |
| 14 de abril de 2016      | Puebla           | México         | Feria de Puebla                             | Palenque de la Feria de Puebla                                                                    |
| 16 de abril de 2016      | Xalapa           | México         | Parque Deportivo Colón                      | Ticket Box                                                                                        |
| 21 de abril de 2016      | Ciudad de México | México         | Estadio Azteca                              | El Evento 40                                                                                      |
| 23 de abril de 2016      | Cancún           | México         | Estadio Beto Ávila                          | Sold Out                                                                                          |
| 24 de abril de 2016      | Aguascalientes   | México         | Palenque de la Feria Nacional de San Marcos | Sold Out                                                                                          |
| 28 de abril de 2016      | Ciudad de México | México         | Auditorio Nacional                          | Sold Out                                                                                          |
| 25 de mayo de 2016       | Ciudad de México | México         | Auditorio Nacional                          | Sold Out                                                                                          |
| 27 de mayo de 2016       | Guatemala        | Guatemala      | Paseo Cayala                                | Sold Out                                                                                          |
| 4 de junio de 2016       | Monterrey        | México         | Arena Monterrey                             | Sold Out                                                                                          |
| 13 de junio de 2016      | Ciudad de México | México         | Auditorio Nacional                          | Evento Privado                                                                                    |
| 16 de junio de 2016      | Ciudad de México | México         | Auditorio Nacional                          | Sold Out                                                                                          |
| 15 de julio de 2016      | Durango          | México         | Feria Nacional de Durango                   | Sold Out                                                                                          |
| 5 de agosto de 2016      | Tampico          | México         | ExpoTampico                                 | Sold Out                                                                                          |
| 10 de agosto de 2016     | Ciudad de México | México         | Auditorio Nacional                          | Sold Out                                                                                          |
| 11 de agosto de 2016     | San Antonio      | Estados Unidos | Majestic Theatre                            | Ticketmaster                                                                                      |
| 12 de agosto de 2016     | Hidalgo, Texas   | Estados Unidos | State Farm Arena                            | Sold Out                                                                                          |
| 13 de agosto de 2016     | Laredo           | Estados Unidos | Laredo Energy Arena                         | Ticketmaster                                                                                      |
| 14 de agosto de 2016     | Houston          | Estados Unidos | Arena Theatre                               | Sold Out                                                                                          |
| 18 de agosto de 2016     | Dallas           | Estados Unidos | Far West Dallas                             | (enlace roto disponible en Internet Archive; véase el historial, la primera versión y la última). |
| 19 de agosto de 2016     | El Paso          | Estados Unidos | Plaza Theatre                               | Ticketmaster                                                                                      |
| 20 de agosto de 2016     | Los Ángeles      | Estados Unidos | Hollywood Palladium                         | Ticketmaster Archivado el 6 de abril de 2023 en Wayback Machine.                                  |
| 26 de agosto de 2016     | San Luis Potosí  | México         | Palenque FENAPO                             | Sold Out                                                                                          |
| 2 de septiembre de 2016  | Puebla           | México         | Auditorio Metropolitano                     | SuperBoletos                                                                                      |
| 8 de septiembre de 2016  | Guadalajara      | México         | Auditorio Telmex                            | Ticketmaster Archivado el 15 de agosto de 2016 en Wayback Machine.                                |
| 20 de septiembre de 2016 | Ciudad de México | México         | Auditorio Nacional                          | Ticketmaster                                                                                      |
| 30 de septiembre de 2016 | Monterrey        | México         | Arena Monterrey                             | SuperBoletos                                                                                      |
| 13 de octubre de 2016    | Pachuca          | México         | Palenque de Pachuca Hidalgo                 | SuperBoletos                                                                                      |
| 14 de octubre de 2016    | Ciudad de México | México         | Auditorio Nacional                          | Ticketmaster                                                                                      |
| 28 de octubre de 2016    | Oaxaca de Juárez | México         | Auditorio Guelaguetza                       |                                                                                                   |
| 29 de octubre de 2016    | Tlaxcala         | México         | Palenque y Casino de la Feria               | Ticketmaster                                                                                      |
| 18 de noviembre de 2016  | Mérida           | México         | Estadio Kukulcán                            |                                                                                                   |
| 24 de noviembre de 2016  | Ciudad de México | México         | Auditorio Nacional                          | Ticketmaster                                                                                      |
| 4 de diciembre de 2016   | Ciudad de México | México         | Auditorio Nacional                          | Ticketmaster                                                                                      |
| 7 de diciembre de 2016   | Querétaro        | México         | Palenque de la Feria                        | Ticketmaster                                                                                      |
| 10 de diciembre de 2016  | Culiacán         | México         | Estadio Banorte                             | Ticketmaster                                                                                      |
| 26 de enero de 2017      | León             | México         | Palenque León                               | Taquillas del Palenque                                                                            |
| 28 de enero de 2017      | San Luis Potosí  | México         | Palenque FENAPO                             | https://web.archive.org/web/20170103165003/http://www.ticketmania.mx/event/kabah-y-ov7/           |

## Conciertos cancelados y/o reprogramados
| Fecha                   | Ciudad   | País   | Lugar                     | Motivo                                                                                                |
| ----------------------- | -------- | ------ | ------------------------- | --- |
| 29 de mayo de 2015      | Morelia  | México | Plaza de Toros Monumental | Reprogramado para el 4 de septiembre, por cuestiones de logística y producción ajena a los artistas.  |
| 27 de junio de 2015     | Mérida   | México | Coliseo de Yucatán        | Reprogramado para el 6 de junio, por cuestiones de agenda del recinto.                                |
| 4 de septiembre de 2015 | Morelia  | México | Plaza de Toros Monumental | El concierto fue cancelado, por complicaciones en términos de logística.                              |
| 4 de febrero de 2016    | Campeche | México | Foro Ah-Kim-Pech          | El concierto fue cancelado debido a las condiciones climáticas, fue reprogramado para el 10 de marzo. |